# Dieselhydraulischer Antrieb

Arbeitsweise eines Baggers. Zweiteiliger Ausleger und Tieflöffel werden über Hydraulikzylinder bewegt, Hydraulikmotoren schwenken den Aufbau mit Führerhaus und Motor, und treiben im Fahrgestell Räder oder Raupen an

Bei der dieselhydraulischen Kraftübertragung wird die von einem Dieselmotor abgegebene mechanische Energie per Hydraulikantrieb auf eine Maschinerie übertragen. Bei Arbeitsmaschinen wie Bagger werden mehrere Freiheitsgrade in den Bewegungen benötigt, die mechanisch nur umständlich umgesetzt werden können, etwa per Seilzügen. Daher sind seit Jahrzehnten Hydraulikelemente in Verwendung, die mit Dieselmotor und Ölpumpe angetrieben werden. Inzwischen kommen auch effizientere elektrische Antriebsstränge zum Einsatz. 
Der dieselhydraulische Antrieb wird häufig bei Lokomotiven und Schiffen eingesetzt. Da ein Dieselmotor nicht unter Last gestartet werden kann, ist eine Kupplung nötig. Das hydraulische Getriebe ist gleichzeitig ein Untersetzungsgetriebe, da die Drehzahl des Dieselmotors meist über der erforderlichen Drehzahl (z. B. am Radumfang) der angetriebenen Maschine liegt.
Es wird außerdem für einen Drehzahlausgleich zwischen zwei angetriebenen Drehgestellen verwendet, wenn deren Raddurchmesser durch Verschleiß nicht mehr hundertprozentig übereinstimmen.

## Mit Drehmomentwandler

### Beschreibung

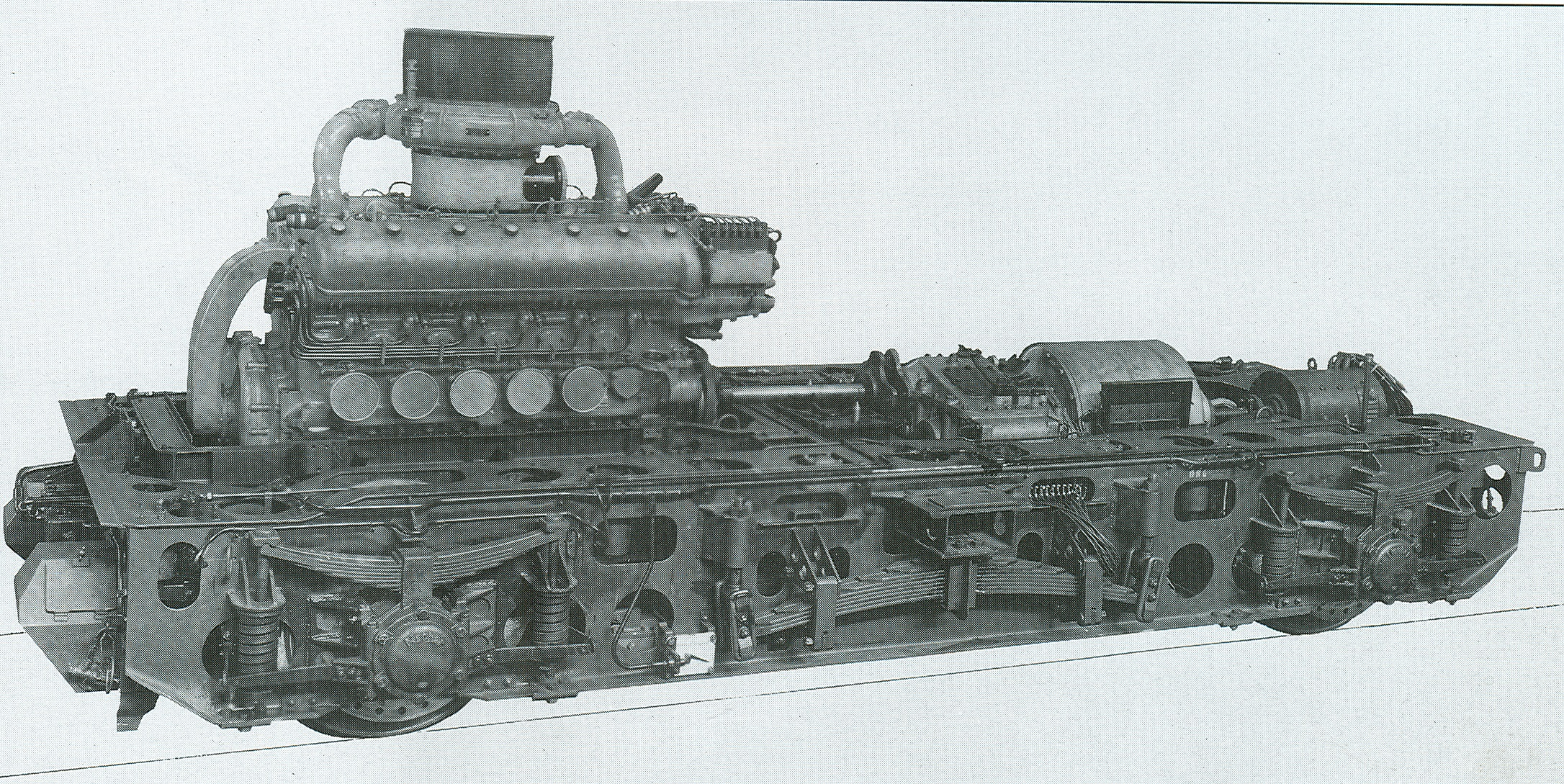
Als eines der ersten mit hydraulischen Getrieben ausgerüsteten Schienenfahrzeuge gilt der SVT Leipzig mit einem Getriebe von Voith

Bei dieser Antriebsform wird ein Strömungsgetriebe nach dem Föttinger-Prinzip als Übertragungsmittel verwendet. In der Anfangszeit der Getriebe wurde häufig Wasser verwendet, in der heutigen Zeit wird Hydrauliköl benutzt. Zum Anfahren wird immer ein Drehmomentenwandler gebraucht, bei höheren Geschwindigkeiten wird je nach zu übertragender Leistung eine Strömungskupplung oder ein weiterer Wandler verwendet.
Entwickelt wurden hydrodynamische Getriebe von Voith. Als Datum für das erste hydrodynamische Getriebe gilt das Jahr 1932. Eingesetzt wurde es besonders bei Betriebssituationen, wo ein dieselelektrischer Antrieb zu teuer, ein dieselmechanischer Antrieb aber betriebliche Nachteile mit sich bringt, z. B. beim Rangieren.
Nach der Verwendung von hydrodynamischen Getrieben bei einigen Rangierlokomotiven und Triebwagen wurde diese Antriebsart vor dem Zweiten Weltkrieg lediglich bei der DR V 140 001 verwendet, danach hat sich der dieselhydraulische Antrieb bei deutschen Streckentriebfahrzeugen der DB-Baureihe V 200.0 durchgesetzt (siehe auch: Mekydro-Getriebe) und wird z. B. auch in der Baureihe 612 verwendet, einem in großer Stückzahl gebauten Neigetechnik-Triebwagen.

### Betriebliche Aspekte
Die Komponenten für eine dieselhydraulische Kraftübertragung haben generell ein geringeres Gesamtgewicht als diejenigen für eine dieselelektrische Kraftübertragung und sind auch billiger: im Fall des direkten Vergleiches über Fahrzeuge mit derselben Karosserie, den Einheitstriebwagen elektrisch und Einheitstriebwagen hydraulisch, ist die hydraulische Variante gut 1.000 kg leichter.
Dem stehen einige betriebliche Nachteile des dieselhydraulischen Antriebs gegenüber: der dieselelektrische Antrieb ist einfacher aufgebaut und besitzt im Falle einer betrieblichen Störung eine Möglichkeit des Räumens der Strecke mit Batterienotbetrieb. Auch auf steigungsreichen Strecken haben Fahrzeuge mit hydraulischer Kraftübertragung betriebliche Nachteile.
Gegenüber dem dieselmechanischen Antrieb brachte der dieselhydraulische Antrieb in der Anfangszeit seiner Entwicklung eine leichtere Bedienung besonders beim Anfahren, besitzt aber einen geringeren Wirkungsgrad, das führte zur Anwendung des Mekydro-Getriebes (DB-Baureihe V 200.1) bzw. in neuerer Zeit des Differentialwandlergetriebes (Stadler Regio-Shuttle RS1).

## Mit hydrostatischem Getriebe
Eine weitere Bauform des dieselhydraulischen Antriebs arbeitet mit einem hydrostatischen Getriebe. Dabei wird die Kraftübertragung durch die Kraft eines Öldruckes durchgeführt. Der Dieselmotor treibt eine Hydraulikpumpe an, die wiederum einen Hydraulikmotor oder Hydraulikzylinder antreibt. Das erlaubt eine räumliche Trennung von Hydraulikpumpe und Hydraulikmotor.
Diese Antriebsart wird angewendet bei Lade-Löschpumpen in der Schifffahrt, bei Krananlagen und Baufahrzeugen. Die hydrostatische Kraftübertragung war noch vor der hydrodynamischen Kraftübertragung in der Industrie serienreif. So wurden bereits zur Internationalen Eisenbahnausstellung 1924 in Seddin Lokomotiven mit hydrostatischer Kraftübertragung präsentiert, die sich aber nach dem Aufkommen des hydrodynamischen Getriebes nicht durchsetzen konnten.
Später wurden hydrostatische Getriebe nur noch zum Antrieb für Hilfsantriebe mit kleiner Leistung, wie Fahrzeugkomponenten für Kühlwasserlüfter (DB-Baureihe 628), Baumaschinen und Landmaschinen (z. B. Mähdrescher) verwendet, also überall dort, wo die räumliche Trennung von Hydraulikpumpe und -motor konstruktiv nötig ist. Dabei muss der schlechte Wirkungsgrad der Antriebsart beachtet werden.